# Гора Бредлі

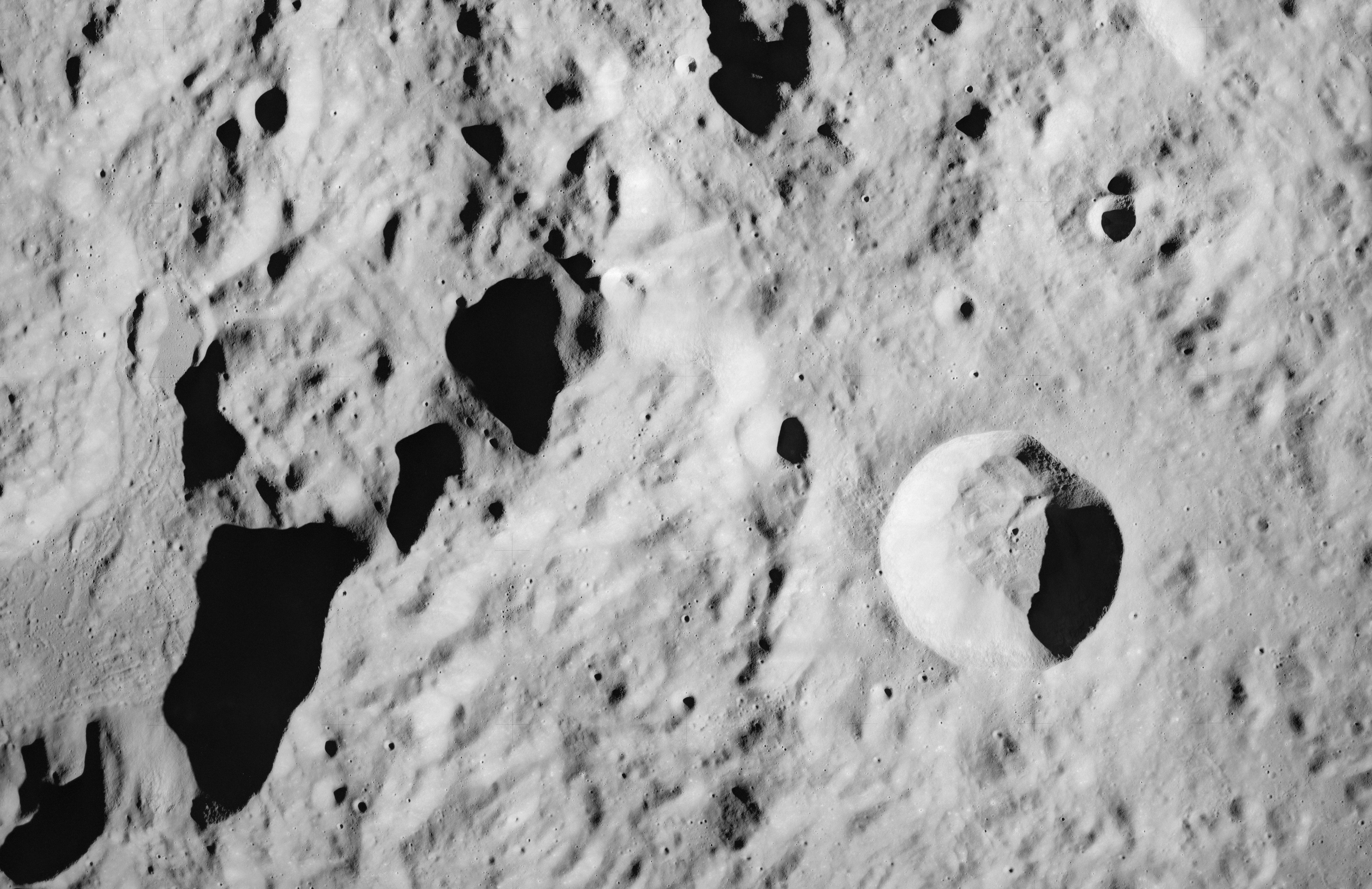
Гора Бредлі — довгий гребінь ліворуч. Найвища вершина — у верхній частині. Кратер праворуч — Конон. Знімок «Аполлона-17» (1972)

Гора Бредлі (лат. Mons Bradley) — гора на Місяці, найвища частина Апеннін. Розташована на видимому боці, біля південно-східного краю Моря Дощів; координати найвищої вершини — 22°10′ пн. ш. 0°41′ сх. д. / 22.16° пн. ш. 0.68° сх. д..
Гора названа на честь англійського астронома 18 століття Джеймса Бредлі. Цю назву запропонував наприкінці того ж століття німецький астроном Йоганн Шретер і 1935 року її затвердив Міжнародний астрономічний союз у вигляді Mount Bradley. Нинішньої латинізованої форми Mons Bradley вона набула 1961 року.
Як і весь хребет Апеннін, гора Бредлі витягнута з південного заходу на північний схід. Її висота відносно суміжних (із боку Моря Дощів) низовин сягає 4,8–5,3 км. Над місячним рівнем нульової висоти (1737,4 км від центру супутника) вона височіє на 3,42 км. Таким чином, це найбільша за абсолютною висотою найменована окрема місячна гора. За висотою відносно підніжжя вона поділяє перше місце з іншою частиною Апеннін — горою Гюйгенса.
На захід від цієї гори тягнеться борозна Бредлі, а на сході лежить кратер Конон. Кілька крихітних кратерів неподалік теж отримали власні назви:
| Кратер   | Координати                                              | Діаметр, км |
| -------- | ------------------------------------------------------- | ----------- |
| Анн      | 25°07′ пн. ш. 0°03′ зх. д. / 25.11° пн. ш. 0.05° зх. д. | 3           |
| Iaн      | 25°43′ пн. ш. 0°23′ зх. д. / 25.72° пн. ш. 0.39° зх. д. | 1           |
| Катлін   | 25°20′ пн. ш. 0°50′ зх. д. / 25.34° пн. ш. 0.83° зх. д. | 5           |
| Мішель   | 25°03′ пн. ш. 0°13′ зх. д. / 25.05° пн. ш. 0.21° зх. д. | 4           |
| Патрісія | 24°55′ пн. ш. 0°30′ зх. д. / 24.91° пн. ш. 0.50° зх. д. | 5           |